# وسام الاستحقاق في براندنبورغ

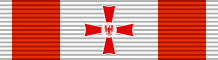
المنمنمة المرافقة للوسام

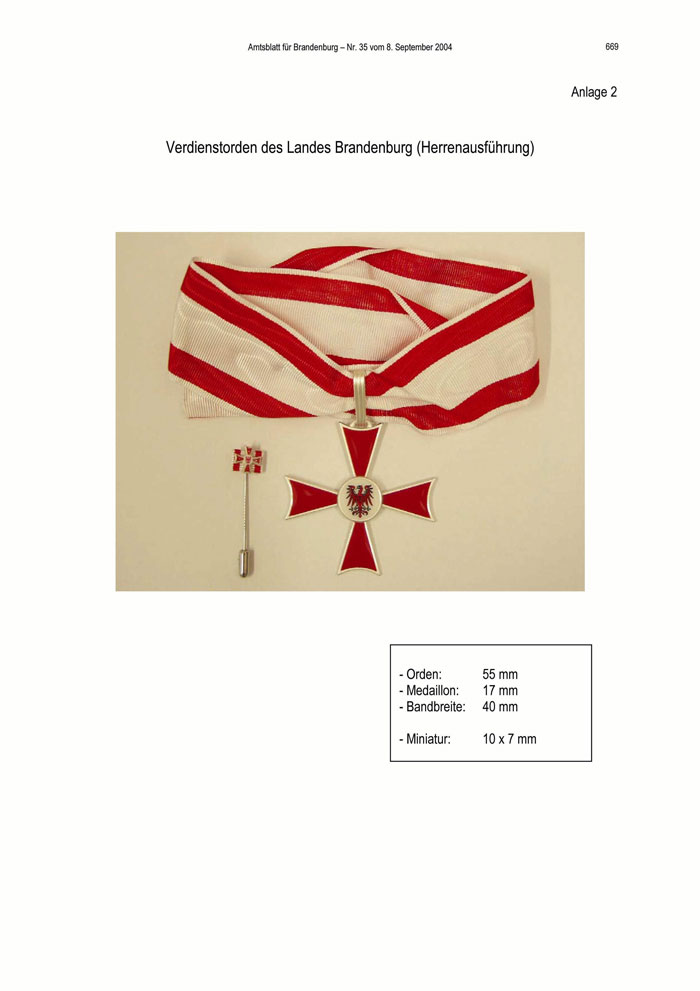
وسام الاستحقاق في براندنبورغ (رسم توضيحي من جريدة براندنبورغ الرسمية)

وسام الاستحقاق في براندنبورغ أو وسام الاستحقاق من ولاية براندنبورغ (بالألمانية: Verdienstorden des Landes Brandenburg) والمعروف أيضًا باسم نيشان النسر الأحمر (بالألمانية: Roter-Adler-Orden) هو أعلى وسام تمنحه ولاية براندنبورغ. تأسس في 10 يوليو 2003 بموجب قانون أوسمة الاستحقاق لولاية براندنبورغ (قانون أوسمة براندنبورغ - BbgOrdG). مُنح لأول مرة في 14 يونيو 2005، الموافق ليوم براندنبورغ الدستوري.

## قانون الوسام
البنود الكاملة لقانون الوسام هي:
- البند الأول: وسام الاستحقاق في براندنبورغ هو عربون تقدير وشكر للخدمات الاستثنائية المقدمة إلى ولاية براندنبورغ وشعبها. ولا يمنح إلا للأفراد المستحقين.
- البند الثاني: يُمنح وسام الاستحقاق في فئة واحدة. كقاعدة عامة، لا ينبغي منح أكثر من عشرين وسام استحقاق في السنة التقويمية. يجب ألا يتجاوز عدد حاملي الطلبات ثلاثمائة. رئيس الوزراء بحكم منصبه حائز على وسام الاستحقاق. إذا غادر شخص ما دائرة أصحاب الطلبات إما بالوفاة أو لأسباب أخرى، فيمكن استكمال هذه الدائرة وفقًا لذلك.
- البند الثالث: الوسام على شكل صليب مالطي. الواجهة مطلية بالمينا. القطعة المركزية عبارة عن ميدالية مستديرة بيضاء ناصعة ذات إطار مطلي بالمينا الفضية، ويتربع عليها نسر براندنبورغ الأحمر. أذرع الصليب مطلية بالمينا الحمراء ومزودة بإطار ضيق من المينا الفضي. ظهر الميدالية أملس وفضي وبه كلمة 'BRANDENBURG' في المنتصف. تحفر سنة إصدار الوسام تحت الحروف والرقم التسلسلي للوسام الممنوح تحتها.[2] يتم وضع صليب الوسام على شريط أبيض يمر به خط أحمر على كل حافة وترتديه النساء أسفل الكتف الأيسر على القوس الشريطي، أما الرجال فيرتدونه حول الرقبة. بدلاً من صليب الوسام، يمكن أن ترتدي النساء المنمنمات على شريط المقوس في الجانب المقابل، والرجال على الشريط.
- البند الرابع: وسام الاستحقاق يمنحه رئيس مجلس الوزراء. يحق لرئيس برلمان الولاية وأعضاء حكومة الولاية في مجالات مسؤولياتهم ترشيح الأشخاص أو الهيئات.
- البند الخامس: يحق لمن يمكنهم تقديم ترشيحات ورئيس الوزراء جمع بيانات شخصية عن هيئات أو أشخاص آخرين دون معرفة الأشخاص الذين سيتم اقتراحهم، وحفظ هذه البيانات ونقلها إلى أطراف ثالثة، بقدر ما يكون ذلك ضروريًا للتحقق من الأحقية. لا يسمح باستخدام البيانات لأغراض أخرى. الهيئات العامة في ولاية براندنبورغ ملزمة بتقديم المعلومات اللازمة في الحالات المشار إليها في البند الأول.
- البند السادس: يتسلم الحائزون شهادة الوسام. الشهادة تحمل ختم الدولة. يتم الإعلان عن منح الوسام في الجريدة الرسمية لبراندنبورغ. يصبح الوشام والشهادة ملكًا للحائز عليهما. الحائزون الباقون على قيد الحياة ليسوا ملزمين بإعادتهم.
- البند السابع: إذا ثبت لصاحب الوسام عدم أهليته من خلال سلوكه، ولا سيما بارتكاب جريمة مخلة بالشرف، أو إذا أصبح هذا السلوك معروفًا بعد ذلك، يمكن لرئيس الوزراء إلغاء قرار المنح. في هذه الحالة، يجب إعادة الوسام والشهادة.
- البند الثامن: التسميات الوظيفية وغيرها من التعيينات المستخدمة في هذا القانون تنطبق على النساء والرجال. يصدر رئيس مجلس الوزراء اللوائح الإدارية اللازمة لتنفيذ أحكام هذا القانون.
- البند التاسع: يدخل هذا القانون حيز التنفيذ في اليوم التالي لتاريخ صدوره.

## الحاصلون على الوسام
مُنح الوسام أول مرة في 14 يونيو 2005 ومنذ ذلك الحين جرى منحه لعدة أشخاص كل سنو بشرط ألا يتجاوز عدد الأشخاص 20 نفرا وفق البند الثاني من قانون الوسام.
- كاثرين بورون (مواليد 1969)، بطلة التجديف الأولمبية (حصل على الوسام في 14 يونيو 2005)[6]

- بيرند شرودر (مواليد 1942)، المدير الفني لفريق بوتسدام لكرة القدم للسيدات (حصل على الوسام في 14 يونيو 2005)[7]
- هاينز سيلمان (1917-2006)، صانع أفلام حيوانات ومؤلف (حصل على الوسام في 14 يونيو 2005)

- فيرنر أوتو (1909-2011)، رجل أعمال وراعي (حصل على الوسام في 11 أغسطس 2006)[8]
- هرمان فون ريتشهوفن (1933-2021)، مفوض رئيس الوزراء للتعاون مع بولندا (حصل على الوسام في 14 يونيو 2006)
- إليزابيث جاغر (1924-2019)، صحفية، مناهضة للفاشية، ناجية من محتشد اعتقال رافينسبروك (حصلت على الوسام في 13 يونيو 2008)[9]
- فولكر شلوندورف (مواليد 1939)، مخرج سابق العضو المنتدب لاستوديو بابلسبيرج (حصل على الوسام في 13 يونيو 2008)
- هاري مولر (مواليد 1946)، عمدة لوكاو يقرب من 20 عامًا (حصل على الوسام في 12 يونيو 2009)[10]
- مونيكا والتر (مواليد 1939)، مستشارة الديون في خدمة البطالة في شتراوسبرغ (حصلت على الوسام في 12 يونيو 2009)
- هنري ماسكه (مواليد 1964)، ملاكم محترف سابق، مبادرات في المجال الاجتماعي للأطفال والشباب (حصل على الوسام في 14 يونيو 2010)[11]
- إيفا ستريتماتر (1930-2011)، شاعرة وكاتبة (حصلت على الوسام في 6 كانون الأول (ديسمبر) 2010)
- وولفجانج كولهاسي (حصل على الوسام في 10. يونيو 2011)[12]
- أندرياس دريسن (مواليد 1963)، مخرج سينمائي (حصل على الوسام في 13 جائزة. يونيو 2012)[13]
- هورست كراوس (مواليد 1941)، ممثل مسرحي وسينمائي (حصل على الوسام في 13 يونيو 2012)
- ديتمار ووديكي، بحكم منصبه كرئيس للوزراء، فقد حاز على الوسام في عام 2013 [14]
- بيرجيت فيشر (حصل على الوسام في 13 يونيو 2014)[15]
- وولفجانج هوبر (حصل على الوسام في 15 يونيو 2015)[16]
- فرانك تساندر (حصل على الوسام في تم منحه في 13 يونيو 2016)[17]
- يوخن كوالسكي (حصل على الوسام في 15 يونيو 2017)[18]
- كاترين واجنر أوغستين (حصل على الوسام في تم منحها في 13 يونيو 2018)